# 高鹽湖泊

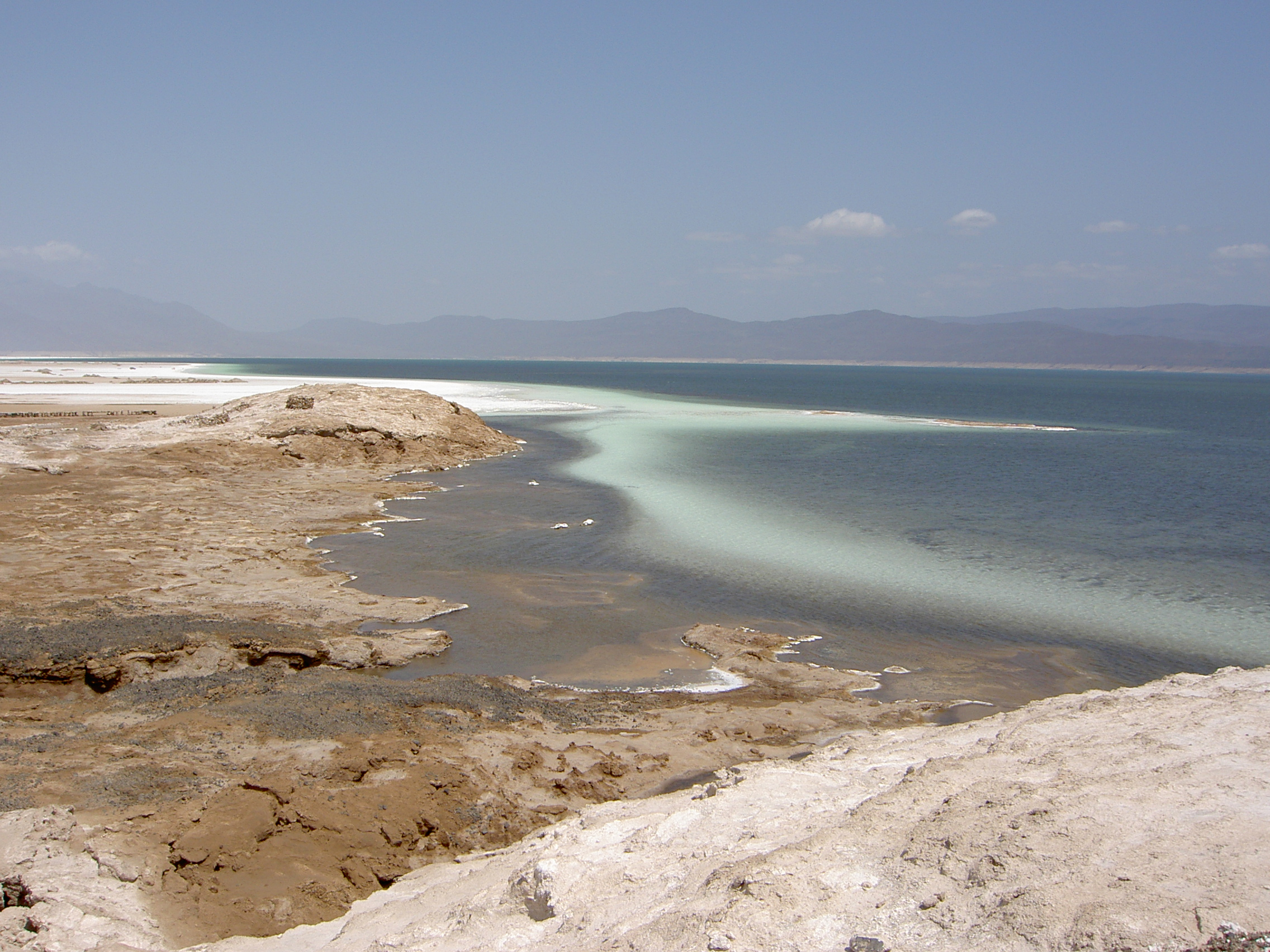
阿萨勒湖，南极洲以外最咸的鹽湖

高鹽湖泊（簡稱鹽湖）是一種含有顯著濃度的氯化鈉或其他鹽的陸封水體，其鹽含量超過了海洋水（3.5％，即35克/升或0.29磅/美加侖）。少部分的微生物和甲殼類物種可在这种高鹽度環境中茁壯成長，但這种環境對大多數生命體是不適宜的。其中一些物種在乾燥時進入休眠狀態，有些物種推估生存了超過2.5億年。由於鹽含量高，因此高鹽湖泊的水面浮力很高。
世界上最鹹的水體是位於南極麦克默多干燥谷唐胡安池。其體積約为3000立方米，但正不斷變化中。唐胡安池的鹽度水平超過44％（即比海水高12倍）。即使溫度低於-50°C（-58°F），其高鹽度也会令唐胡安池不会凍結。麦克默多干燥谷中有其他高鹽度水體，如萬塔湖，其鹽度超過35％（即比海水高10倍）。他們在冬天会被冰覆蓋。
南極洲以外最高鹽的湖泊是位於吉布提的阿萨勒湖，其鹽度為34.8％（即比海水高10倍）。世界上最著名的高鹽湖泊是死海（2010年為34.2％的鹽度）和大盐湖（5-27％的可變鹽度）。死海將以色列和巴勒斯坦西岸與約旦分開，是世界上最深的高鹽湖泊，而阿拉魯阿馬潟湖是世界上最大的高鹽湖泊。位於猶他州的大鹽湖在面積上约是死海的三倍大，但比死海更淺，水位波動較大，其鹽度在最低紀錄水位時，为海水鹽度的7.7倍，但當水位高時，其鹽度僅下降到略高於海洋。
每個大陸都有高鹽湖泊，它们通常在乾旱或半乾旱地區出现。

## 参看
- 鹽水池
- 鹽躍層
- 嗜鹽
- 含有鹽分的水體列表
- 鹹水湖